# طيور نقيضة حقيقية
الطيور المعاكسة الحقيقية (الاسم العلمي:†Euenantiornithes) هي أصنوفة عليا المنقرضة من الزواحف تتبع رتيبة طيور معاكسة وأشباهها من نظيرات الطيور.

## التصنيف
- الطيور العظائية
  - الطائر العظائي